# Diacetin
Diacetin är en färglös vätska som är lättlöslig i vatten eller etanol, men svårlösning i bensen eller koldisulfid.
Diacetin framställs genom långvarig kokning av glycerol och isättika under tillsats av kaliumbisulfat. Den färdiga produkten innehåller växlande mängder av mono- och triacetat.
Ämnet används som lösnings- och gelatineringsmedel för cellulosaestrar. Det kan också användas som tillsatsmedel för lacker av acetylcellulosa och för tillverkning av nitrocellulosalacker.
Inom livsmedelsindustrin används diacetin som smakbärare och, genom sin hygroskopiska verkan, även som fuktighetsbevarande medel.